# Szekszárd
Szekszárd (Duits: Sechshard) is de hoofdstad van het comitaat Tolna in Hongarije. De stad ligt op 60 kilometer ten noordoosten van Pécs en op 10 km van de Donau en aan de rivier de Sió, die hier gekanaliseerd is.
De stad ligt op de plaats waar de Romeinen de legerplaats Alisca hadden gesticht. De Hongaarse koning Béla I stichtte hier in 1061 een benedictijnenklooster. Op de ruïnes van dit klooster bouwde Mihály Pollack in de 19e eeuw het comitaathuis. Op de binnenhof van dit witte classicistische gebouw zijn resten van de oude kloosterkerk en een nog oudere, vroegchristelijke grafkapel blootgelegd. 
Székszard is ook vooral bekend om zijn wijnen, op basis van bekende druiven als cabernet sauvignon, kékfrankos (Blaufränkisch) en merlot, maar ook lokale druivenrassen als kadarka (rood) en olaszrizling (welschriesling), wit. Een bekende wijn is de szekszárdi bikavér (Stierenbloed). Székszard telt zo'n 45 wijnbedrijven, waarvan sommige ook naar België en Nederland uitvoeren.  

## Stedenbanden
Szekszárd heeft zustersteden en partnersteden. Bezons (Frankrijk, sinds 1975), Bečej (Servië, 1975), Tornio (Finland, 1986), Bietigheim-Bissingen (Duitsland, 1989) en Lugoj (Roemenië, 1993) hebben de status van zusterstad. Het Belgische Waregem (sinds 1993) is een van de drie partnersteden.

## Geboren
- Mihály Babits (1883-1941), schrijver en dichter
- Ferenc Sebő (10 februari 1947), musicus
- Csaba Fehér (2 september 1975), voetballer
- Attila Fiola (17 februari 1990), voetballer
- János Hahn (5 mei 1995) voetballer